# Ilmenauer Studentenclub
Der Ilmenauer Studentenclub e. V. ist der 1990 gegründete Zusammenschluss der existierenden vier Studentenclubs (bc, BD, bi, BH) und des bc-Studentencafés an der Technischen Universität Ilmenau.
Die ersten Aktivitäten der Clubs reichen in das Jahr 1969 zurück, seit dieser Zeit sind sie in den Kellergeschossen von vier Wohnheimen (den ehemaligen „Blocks“ C, D, H und I – daher die Namen der Clubs) auf dem Campus untergebracht. Der Verein ist gemeinnützig und als freier Träger der Jugendhilfe anerkannt, betreibt offene Jugendarbeit und bemüht sich, neben normalen Öffnungen der Clubs, ein Podium für Bands, Kleinkunst und Kultur zu sein. Mit über 50 Konzerten im Jahr ist der Ilmenauer Studentenclub e. V. der aktivste Konzertveranstalter im Ilm-Kreis. Er ist sowohl Mitglied des Kreisjugendring Ilm-Kreis e. V. als auch der Landesarbeitsgemeinschaft Soziokulturelle Zentren e. V.
Die Veranstaltungsprofile der einzelnen Clubs sind unterschiedlich, so dass dem Publikum ein breites Spektrum an Angeboten zur Freizeitgestaltung geboten werden kann. Gemeinsame Aktionen aller Clubs wie z. B. Open Airs, Kinderfeste und Nachwuchsfestivals gehören seit langem zur Tradition.
Gegenwärtig werden von den ca. 140 ehrenamtlich arbeitenden Vereinsmitgliedern jährlich etwa 500 Veranstaltungen angeboten. Um den finanziellen Potenzen Jugendlicher entsprechen zu können, werden fast alle Veranstaltungen mit Künstlern durch den Verein subventioniert. Auch mit anderen Ilmenauer und überregionalen Einrichtungen und Initiativen wird sich um eine enge Zusammenarbeit bemüht, v. a. mit verschiedenen in der KuKo e. V. zusammengeschlossenen Vereinen.